# کیرین می‌آید
کیرین می‌آید (به ژاپنی: 麒麟がくる) نام یک مجموعه تلویزیونی تاریخی و پنجاه و نهمین سری از فیلم‌های مجموعه تلویزیونی تایگا است. این مجموعه توسط ان‌اچ‌کی در سال ۲۰۲۰ میلادی پخش شد. در این مجموعه نقش آکچی میتسوهیده شخصیت اصلی این داستان توسط هیروکی هاسه‌گاوا ایفا شده است.
کیرین نوع خاصی از جانوران اساطیری تک شاخ و نوعی حیوان اسطوره‌ای، شیمر در ژاپن و دیگر کشورهای حوزه فرهنگی شرق آسیا است. گفته می‌شود که آمدن کیرین علامت ظهور قریب‌الوقوع یک حکیم یا یک حاکم برجسته است. کرین یک جانور مقدس است که همیشه هنگام انجام سیاست خیرخواهانه پادشاه ظاهر می‌شود. کیرین یک جانور مقدس است که همیشه هنگام انجام سیاست خیرخواهانه پادشاه ظاهر می‌شود.
چه کسی جهان ویران شده را پس از جنگ اونین بازسازی خواهد کرد و مردم را از رنج گرسنگی و جنگ رها خواهد کرد و کیرین کی خواهد رسید؟
هنگامی که آکچی میتسوهیده جوان بود، شجاعانه در میدان نبرد زیر نظر سایتو دوسان از ولایت مینو، مردی مترادف با گکوکوجو (از لحاظ لغوی به معنای براندازی و فراتر رفتن از مافوق) جنگید. او با شنیدن آموزه‌های او در قلب خود، در نهایت به متحد اودا نوبوناگا تبدیل شد و با بسیاری از جنگجویان دیگر برای اتحاد و کنترل ژاپن جنگید. این فیلم نیمه اول اسرارآمیز زندگی میتسوهیده را روشن می‌کند و سرنوشت قهرمانان دوره سنگوکو را با محوریت زندگی او به تصویر می‌کشد.

## بازیگران

### خاندان آکچی
- هیروکی هاسه‌گاوا در نقش آکچی میتسوهیده
- فومینو کیمورا در نقش هیروکو، همسر میتسوهیده
- سایوری ایشیکاوا در نقش ماکی، مادر میتسوهیده
- ماساهیکو نیشیمورا در نقش آکچی میتسویاسو، عموی میتسوهیده
- ساتوشی توکوشیگه در نقش فوجیتا دنگو

### خاندان اودا
- شوتا سومتانی در نقش اودا نوبوناگا
- کاتسونوری تاکاهاشی در نقش اودا نوبوهیده، پدر نوبوناگا
- مایومی یامازاکی در نقش دوتا گوزن، مادر نوبوناگا
- هارونا کاواگوچی[۳] در نقش نوهیمه، دختر سوم سایتو دوسان و همسر اصلی نوبوناگا
- ساساکی کورانوسوکه در نقش تویوتومی هیده‌یوشی
- کوتارو یوشیدا در نقش ماتسوناگا هیساهیده
- شوزو اونه سوگی در نقش هیراته ماساهیده
- ریو کیمورا در نقش اودا نوبویوکی، برادر کوچکتر نوبوناگا
- هوئوکا کینوشیتا در نقش اودا نوبومیتسو، عموی نوبوناگا

### خاندان سایتو
- ماساهیرو موتوکی در نقش سایتو دوسان، معروف به افعیِ مینُو
- هیده‌آکی ایتو در نقش سایتو یوشیتاتسو
- کاهو می‌نامی در نقش میوشینو، وی ابتدا سوکوشیتسو (همسر غیراصلی) توکی یوری‌آکی، شوگوی ولایت مینو و سپس همسر غیراصلی دشمن وی سایتو دوسان دایمیوی ولایت مینو شد.
- کیوکو کاتائوکا در نقش اومی نو کاتا عمه آکچی میتسوهیده و همسر اصلی سایتو دوسان
- تاکاماسا سوگا در نقش سایتو توشی‌میتسو ملازم ارشد آکچی میتسوهیده
- تاکه هیرو موراتا در نقش اینابا یوشی‌میچی (اینابا ایتِتسو)

### خاندان هوسوکاوا
- هیده‌کازه ماشیما در نقش هوسوکاوا فوجی‌تاکا، بهترین دوست میتسوهیده
- شوسوکه تانیهارا در نقش میتسوبوچی فوجی‌هیده

### خاندان ایماگاوا
- کاتااوکا آنی‌اوسوکه (ششم) در نقش ایماگاوا یوشیموتو
- گورو ایبوکی در نقش سسای تایگن

### خاندان توکوگاوا
- شونسوکه کازاما در نقش توکوگاوا ایه‌یاسو
  - ریوسی ایواتا در نقش تاکه‌چیو (ایه‌یاسوی جوان)
- یوسوکه آساری در نقش ماتسودایرا هیروتادا، پدر ایه‌یاسو
- واکانا ماتسوموتو در نقش اودای-نو-کاتا، مادر ایه‌یاسو
- ایجی یوکوتا در نقش میزونو نوبوموتو، عموی ایه‌یاسو

### خاندان توکی
- توشینوری اومی در نقش توکی یوری‌آکی
- ماساتو یانو در نقش توکی یوریزومی، بنابر فرضیه نوهیمه (دختر سوم سایتو دوسان و همسر اصلی اودا نوبوناگا) نخست همسر توکی یوریزومی بوده است.

### شوگون‌سالاری آشیکاگا
- کنیچی تاکیتو در نقش آشیکاگا یوشی‌آکی، پانزدهمین و آخرین شوگون از شوگون‌سالاری آشیکاگا
- اسامو موکائی در نقش آشیکاگا یوشی‌ترو، سیزدهمین شوگون
- تومی‌یوکی کونی‌هیرو در نقش هوسوکاوا هاروموتو
- کازوهیرو یاماجی در نقش میوشی ناگایوشی

### دیگران
- تاکاشی اوکامورا در نقش کیکومورا
- ماساآکی ساکای در نقش  موچیزوکه توآن
- موگی کادوواکی در نقش کوما
  - نوآ تاناکا در نقش کومای جوان
- ماچیکو اونو در نقش ایروها-دایو
- یاسوکازه موتومیا
- ریئو تامااوکی در نقش ایهیجی
- آکیدو اوتسوکا در نقش سوجیرو